# Parázsbogárfélék
A parázsbogárfélék (Phengodidae) a rovarok (Insecta) osztályában a bogarak (Coleoptera) rendjébe, azon belül a mindenevő bogarak (Polyphaga) alrendjébe tartozó család.
A nőstényeknek és a lárváknak a szentjánosbogár-félékhez hasonlóan világítószervük van, ez azonban a két csoportnál a konvergens evolúció eredménye. További eltérés, hogy a világítószerveik nem csak az utolsó potrohszelvényekre korlátozódnak. Egyes fajok lárváit angol nyelvterületen vonatkukacnak (railroad worm) nevezik.

## Elterjedésük
Hozzávetőlegesen 33 nembe sorolt mintegy 250 leírt fajuk Kanada déli részétől Chileig fordul elő, nagyobb változatosságban a neotropikus területeken élnek. Egy, még leíratlan fajukat Afrikából mutatták ki. Európában, és így Magyarországon nem fordulnak elő.

## Megjelenésük, felépítésük
Kis, közepes, vagy nagy méretű bogarak (2–60 mm). Barnás vagy feketés testük erősen lapított, gyengén szklerotizált. Előtoruknál kissé keskenyebb, nagy fejük az előtorba behúzott, szemük nagy, erősen kidülledő. Nagy méretű, fésűs csápjuk (a bogarak körében egyedülálló módon) 12 ízű, gyakran azonban kétirányú nyúlványokat is viselhet. Rágójuk hosszú és vékony, sarló alakú. Előtoruk kicsi és majdnem négyzet alakú. Szárnyfedőik rövidek, puhák, nem fedik be az egész potrohot, így a hártyás szárnyak szabadon fekszenek. A lábak viszonylag rövid, vékonyak. Lábfejképletük 5-5-5. A hímeknek nincs mindig világítószervük.
A kifejlett nőstények lárvaszerűek, testük hengeres, hosszú, méretük a lárvákénál és hímekénél jóval nagyobb. Szelvényenként egy-egy világítószervük van, amely sárga vagy zöld színt bocsát ki, emellett sokszor a fejen is lehet egy vörös színnel világító járulékos fénykibocsátó szerv.
Lárváik hengeresek, lábaik rövidek. A nőstényekhez hasonlóan világítanak a sötétben. A fajok egy része kétszínű fényt bocsát ki. Testüknek két oldalán tizenegy pár zöld, a fején két vörös pont található. Ha biztonságban érzi magát, csak a vörös pontok világítanak, de ha megzavarják, felvillantja zöld fényeit is. Ilyenkor úgy fest, mint egy vasúti szerelvény, ezért vonatkukacnak hívják őket.

## Életmódjuk, élőhelyük
A szárnyas hímek éjszakai állatok, fényre repülnek. Rövid életük alatt valószínűleg nem táplálkoznak. A lárvaszerű nőstények és a lárváik avarban élnek, ragadozók. Fő táplálékaik ikerszelvényesek és más apró ízeltlábúak.
Mérgezőek, erre figyelmeztet feltűnő megjelenésük is. A két ivar egymásra találását feromonjaik is segítik.

## Rendszerezés
A hasonló felépítésű, óvilági elterjedésű Rhagophthalmidae családot már régebben külön csoportként kezelik. A mai rendszerek a Telegeusis nemet és rokonsági körét - amelyek tőlük csak a módosult szájszerveikben különböznek - szintén családi rangra emelik Telegeusidae néven.
Mastinocerini (LeConte, 1881)
Astraptor (Murray, 1868)
Brasilocerus (Wittmer, 1963)
Cenophengus (LeConte, 1861)
Cephalophrixothrix (Wittmer, 1976)
Decamastinocerus (Wittmer, 1988)
Distremocephalus (Wittmer, 1976)
Eurymastinocerus (Wittmer, 1976)
Euryognathus (Wittmer, 1976)
Euryopa (Gorham, 1881)
Howdenia (Wittmer, 1976)
Mastinocerus (Solier, 1849)
Mastinomorphus (Wittmer, 1976)
Mastinowittmerus (Zaragoza, 1984)
Neophengus (Wittmer, 1976)
Nephromma (Wittmer, 1976)
Oxymastinocerus (Wittmer, 1963)
Paraptorthodius (chaeffer, 1904)
Phrixothrix (E. Olivier, 1909)
Pseudomastinocerus (Wittmer, 1963)
Ptorthodiellus (Wittmer, 1976)
Ptorthodius (Gorham, 1881)
Spangleriella (Wittmer, 1988)
Steneuryopa (Wittmer, 1986)
Stenophrixothrix (Wittmer, 1963)
Taximastinocerus (Wittmer, 1963)
Penicillophorini (Paulus, 1974)
Acladocera (Wittmer, 1981)
Adendrocera (Wittmer, 1976)
Penicillophorus (Paulus, 1974)
Phengodini (LeConte, 1861)
Microphengodes (Wittmer, 1976)
Phengodes (Illiger, 1807)
Pseudophengodes (Pic, 1930)
Zarhipis (LeConte, 1881)
bizonytalan helyzetű nem:
Trachelychnus (Kirsch, 1885)

## Képek

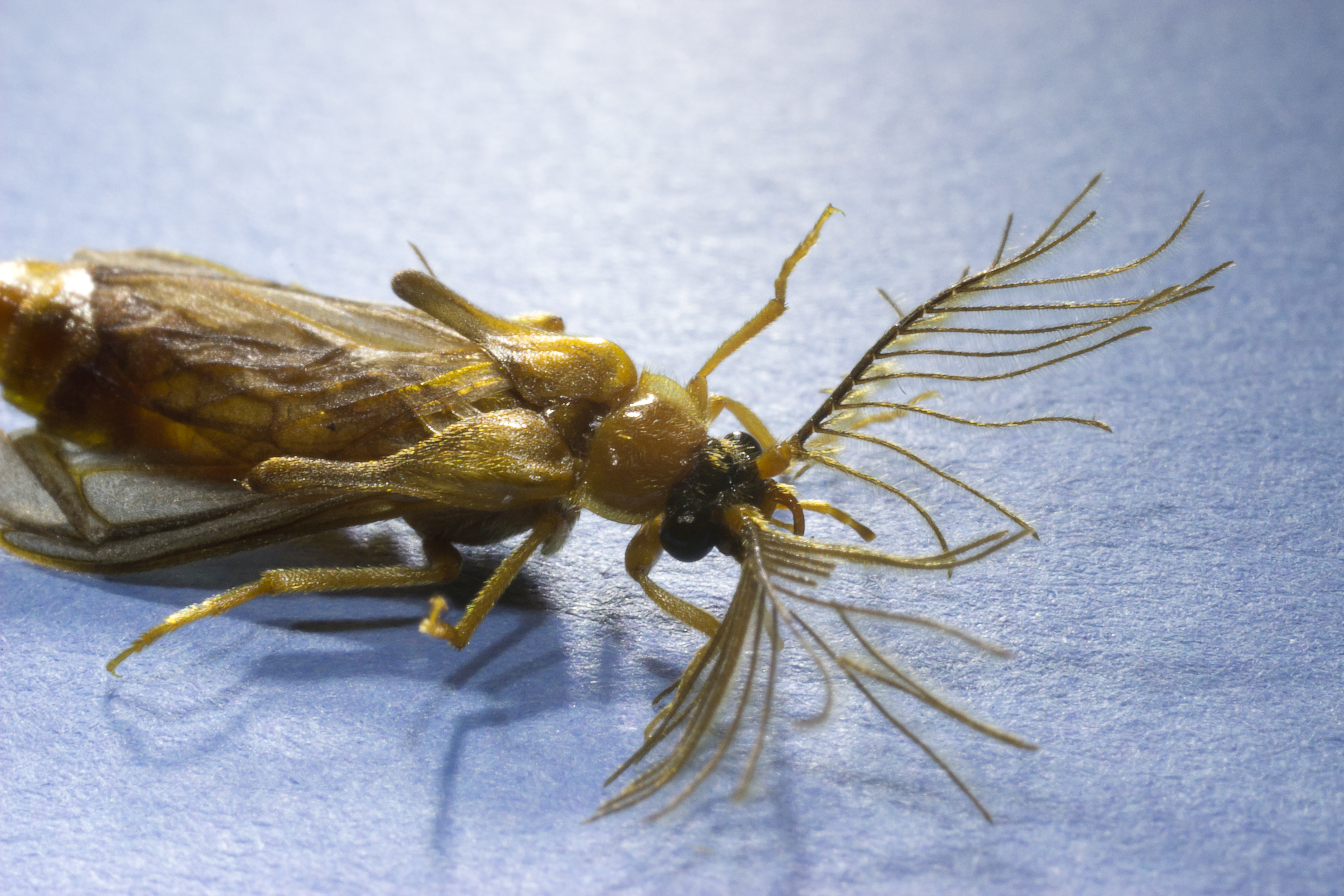
Phengodes plumosa (Olivier, 1790), Amerikai Egyesült Államok keleti része
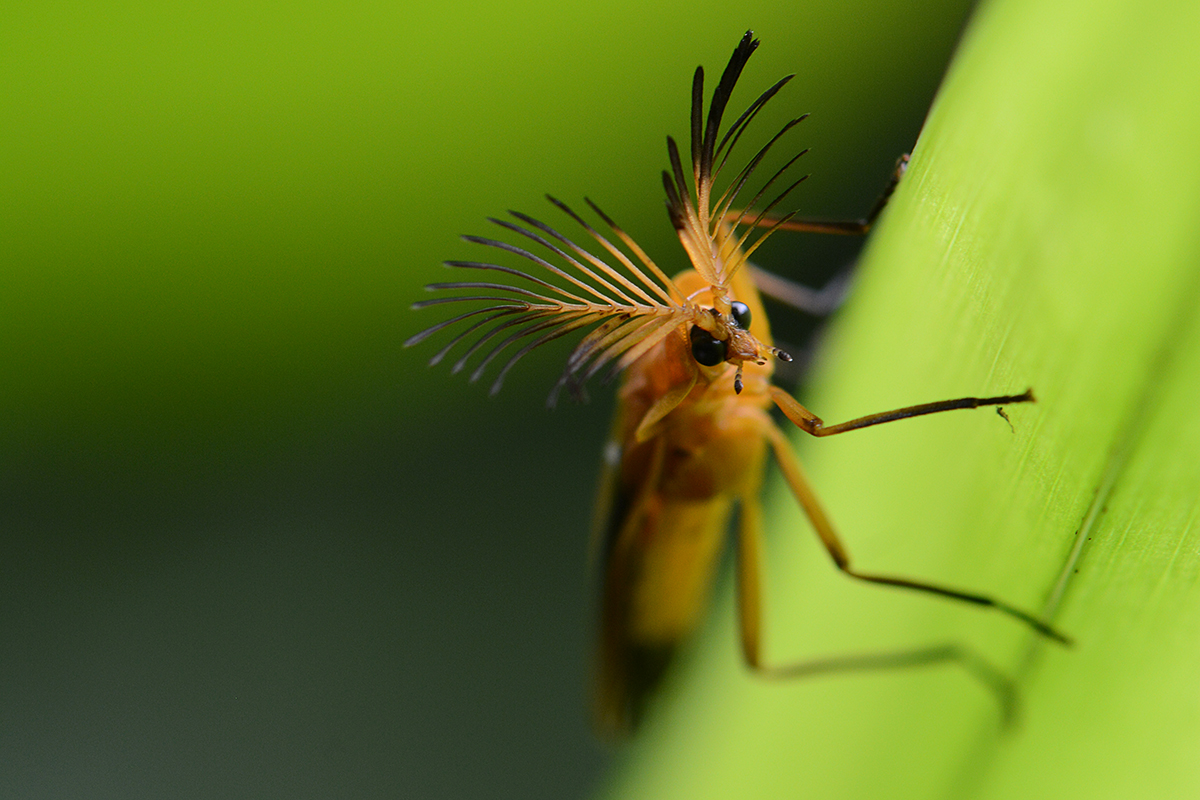
Parázsbogárfaj (Phengodidae), Tingo Maria Nemzeti Park, Peru

## Fordítás
- Ez a szócikk részben vagy egészben  a   Phengodidae című norvég Wikipédia-szócikk fordításán alapul.  Az eredeti cikk szerkesztőit annak laptörténete sorolja fel. Ez a jelzés csupán a megfogalmazás eredetét és a szerzői jogokat jelzi, nem szolgál a cikkben szereplő információk forrásmegjelöléseként.